# Миллислабое взаимодействие
Миллислабое взаимодействие — гипотетическое взаимодействие, объясняющее один из двух возможных механизмов нарушения CP-инвариантности при распадах долгоживущего нейтрального каона на два пиона {\displaystyle K_{L}^{0}\rightarrow \pi ^{+}+\pi ^{-}} или {\displaystyle K_{L}^{0}\rightarrow \pi ^{0}+\pi ^{0}} и допускающее переходы с изменением странности {\displaystyle \Delta S=1}.
Гипотезу о миллислабом взаимодействии выдвинули Ли и Вольфенштейн в 1965 году. Термин «миллислабое взаимодействие» предложил Л. Б. Окунь.
Оно вызывает прямой CP-неинвариантный распад {\displaystyle K_{2}^{0}\rightarrow \pi ^{+}+\pi ^{-}} с изменением странности {\displaystyle \Delta S=1}. Здесь {\displaystyle K_{2}^{0}} — CP — нечётная комбинация волновых функций нейтрального каона {\displaystyle K^{0}} и его античастицы {\displaystyle {\widetilde {K^{0}}}} :{\displaystyle K_{2}^{0}={\frac {K^{0}-{\widetilde {K^{0}}}}{\sqrt {2}}}}. Вместе в CP-чётной комбинацией волновых функций {\displaystyle K_{1}^{0}={\frac {K^{0}+{\widetilde {K^{0}}}}{\sqrt {2}}}} они образуют суперпозицию волновой функции долгоживущего нейтрального каона: {\displaystyle K_{L}^{0}={\frac {K_{2}^{0}+\epsilon K_{1}^{0}}{\sqrt {1+\left|\epsilon \right|^{2}}}}}. Это взаимодействие называется миллислабым, потому что его эффективность, как минимум, на три порядка меньше эффективности слабого нелептонного взаимодействия.
Современная физика считает нарушение CP-симметрии следствием другой причины, чем миллислабое взаимодействие. По этой причине, гипотеза о миллислабом взаимодействии в настоящее время представляет собой, главным образом, лишь исторический интерес.